# Талове (Росія)
Талове́ (рос. Таловое) — село у складі Первомайського району Оренбурзької області, Росія.
Стара назва — Таловий.

## Населення
Населення — 81 особа (2010; 115 у 2002).
Національний склад (станом на 2002 рік):
- росіяни — 53 %
- казахи — 38 %